# Comuna Meleni, Korosten
Meleni (în ucraineană Меленівська сільська рада) este o comună în raionul Korosten, regiunea Jîtomîr, Ucraina, formată din satele Hrabî, Meleni (reședința), Poleanka și Vînarivka.

## Demografie
Componența lingvistică a comunei Meleni
     Ucraineană (97,55%)
     Rusă (1,8%)
     Alte limbi (0,58%)
Conform recensământului din 2001, majoritatea populației comunei Meleni era vorbitoare de ucraineană (97,55%), existând în minoritate și vorbitori de rusă (1,8%).